# Vicente López y Planes
Vicente López y Planes (Buenos Aires, 3 de mayo de 1784-Buenos Aires, 10 de octubre de 1856) fue un escritor, abogado y político argentino, autor de la letra del Himno Nacional Argentino, adoptado el 11 de mayo de 1813, y presidente provisional de las Provincias Unidas del Río de la Plata, entre el 7 de julio y el 18 de agosto de 1827.

## Estudios
Fue bautizado el 9 de mayo de 1784, en Nuestra Señora de La Merced, bajo el nombre de Alejandro Vicente López Planes hijo de Domingo López y de María Catalina Planes; sus padrinos eran Lucas de Mora y Francisca Xaviera de Espinosa.Aunque bautizado Alejandro, nunca usó su primer nombre. 
Inició sus estudios primarios en la Escuela San Francisco, cursando los secundarios en el Real Colegio San Carlos, hoy Colegio Nacional de Buenos Aires. Obtuvo el doctorado en leyes en la Universidad de Chuquisaca.

## Primeras actuaciones públicas
Se desempeñó como capitán del Regimiento de Patricios durante las invasiones inglesas al Río de la Plata. Luego de la victoria porteña compuso un poema titulado El triunfo argentino.
Durante la Revolución de Mayo participó en el Cabildo Abierto del 22 de mayo de 1810 y apoyó la formación de la Primera Junta. Tenía buenas relaciones con Manuel Belgrano.
Fue enviado por las nuevas autoridades patrias como integrante del Ejército del Norte en la Primera expedición auxiliadora al Alto Perú, como secretario auditor de su jefe, el coronel Francisco Ortiz de Ocampo, inicialmente a fin de contrarrestar la Contrarrevolución de Córdoba. Pero cuando este fue dejado de lado por su oposición al fusilamiento del ex virrey Santiago de Liniers, regresó a Buenos Aires.
Cuando los miembros realistas del cabildo porteño fueron expulsados, fue elegido alcalde de la ciudad. Fue enemigo del partido de Cornelio Saavedra y uno de los creadores del Primer Triunvirato, del cual fue síndico y secretario de Hacienda. El 3 de enero de 1812 fue reemplazado como síndico del cabildo por el jurisconsulto Miguel Mariano de Villegas.

## El Himno Nacional Argentino
Vicente López y Planes fue miembro de la Asamblea del Año XIII, defendiendo los intereses de Buenos Aires. A pedido de la Asamblea escribió la letra de una "marcha patriótica", que terminó siendo el Himno Nacional Argentino. Era una marcha guerrera, cuya música compuso Blas Parera, nacido en Murcia y criado en Mataró; fue aprobada el 11 de mayo de 1813. Se entonó por primera vez en público en la tertulia realizada el sábado 7 de mayo en la casa de Mariquita Sánchez de Thompson. Desplazó a otra marcha patriótica, escrita por Esteban de Luca, que hubiera sido el Himno nacional argentino si no hubiera sido por la de López, más belicista.

## Del Directorio a la época de Rosas
Cuando fue elegido el general Carlos María de Alvear como Director Supremo de las Provincias Unidas del Río de la Plata, integró su gobierno, y a su caída fue condenado a prisión. Luego ocupó algunos cargos públicos más.
Fue nombrado secretario del Congreso Constituyente de 1824 y, poco después, ministro del Presidente de las Provincias Unidas del Río de la Plata, Bernardino Rivadavia.
Tras el escándalo por las negociaciones iniciadas con el Imperio del Brasil con la finalidad de culminar la guerra del Brasil, Rivadavia renunció a la presidencia de las Provincias Unidas del Río de la Plata. En su lugar, fue elegido presidente provisorio Vicente López y Planes, quien firmó la inevitable disolución del Congreso General y llamó a elecciones en la provincia de Buenos Aires.
El nuevo gobernador de la provincia de Buenos Aires, Manuel Dorrego, llevó a Vicente López y Planes al cargo de ministro; eso lo acercó a los federales. Se exilió en el Uruguay cuando Dorrego fue derrocado y fusilado por el general unitario Juan Lavalle, y regresó para ser nombrado miembro del Tribunal de Justicia en 1830 por el gobernador Juan Manuel de Rosas, comenzando en ese momento la llamada Época de Rosas. Durante muchos años fue presidente del Tribunal y, entre otras causas, presidió el juzgamiento de los asesinos de Juan Facundo Quiroga, los hermanos Reynafé.
Fue presidente del Salón Literario dirigido por Marcos Sastre, pero no se unió al grupo de la Generación del 37, al que sí perteneció su hijo, Vicente Fidel López.

## Gobernador de Buenos Aires
Después de la batalla de Caseros, en la que el Ejército Grande comandado por el general entrerriano Justo José de Urquiza venció al gobernador de la provincia de Buenos Aires, Rosas, Vicente López y Planes se puso bajo la protección del vencedor. Urquiza lo nombró gobernador de la provincia de Buenos Aires; nombró ministro de gobierno al jefe de los unitarios, Valentín Alsina. Sin permiso de la legislatura provincial, viajó a San Nicolás de los Arroyos, donde firmó el Acuerdo de San Nicolás, camino imprescindible para la sanción de una Constitución Nacional. Pero la legislatura, viendo que la convención convocada no era controlada por Buenos Aires, rechazó el Acuerdo. Cuando Vicente López —acompañado de su hijo— defendió ardorosamente la unión nacional, fue derrocado. Pero Urquiza intervino la provincia y repuso en el gobierno a López. Este renunció definitivamente a fines de julio.
Su sucesor, general José Miguel Galán, fue depuesto apenas Urquiza hubo dejado la provincia, por la revolución del 11 de septiembre de 1852. Durante los siguientes nueve años, el Estado de Buenos Aires permaneció separado de la Confederación Argentina.

## Últimos años y fallecimiento
Tras vivir corto tiempo en Paraná, López regresó a Buenos Aires, donde falleció en 1856. No alcanzó a ver unificada la República Argentina.  Sus restos mortales se encuentran en el cementerio de la Recoleta de la Ciudad de Buenos Aires.